# Władimir Gusiew (polityk)

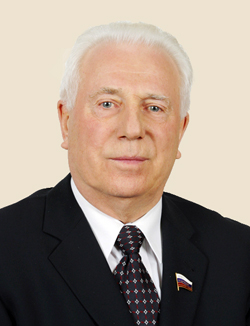

Władimir Kuźmicz Gusiew (ros. Влади́мир Кузьми́ч Гу́сев, ur. 19 kwietnia 1932 w Saratowie, zm. 29 sierpnia 2022) – radziecki i rosyjski działacz państwowy oraz inżynier, w latach 1986–1991 wicepremier ZSRR.

## Życiorys
W latach 1950–1953 studiował w Saratowskim Instytucie Rolniczym, w 1957 ukończył studia na Wydziale Chemicznym Saratowskiego Uniwersytetu Państwowego, później był laborantem Katedry Fizyki-Chemii Polimerów i Koloidów tego uniwersytetu. Od 1959 pracował w Kombinacie Włókna Chemicznego im. Leninowskiego Komsomołu w mieście Engels kolejno jako inżynier zmiany, dyżurny, zastępca szefa centralnego laboratorium, główny technolog i główny inżynier, a od 1970 dyrektor. W 1963 został członkiem KPZR, 1969 ukończył Saratowski Instytut Ekonomiczny, w latach 1975–1976 był I sekretarzem Komitetu Miejskiego KPZR w Engelsie, od stycznia do 27 grudnia 1976 II sekretarzem, a od 27 grudnia 1976 do 11 kwietnia 1985 I sekretarzem Komitetu Obwodowego KPZR w Saratowie. Od marca do czerwca 1986 był I zastępcą przewodniczącego Rady Ministrów RFSRR, od czerwca 1986 do lipca 1991 zastępcą przewodniczącego Rady Ministrów ZSRR, w tym w lipcu–sierpniu 1986 przewodniczącym Państwowej Komisji Likwidacji Skutków Awarii w Czarnobylskiej Elektrowni Atomowej, a w lipcu–sierpniu 1991 przewodniczącym Państwowego Komitetu ZSRR ds. Chemii i Biotechnologii. Od 3 marca 1981 do 2 lipca 1990 wchodził w skład KC KPZR, był deputowanym do Rady Najwyższej ZSRR 7., 10. i 11. kadencji. W latach 1992–1993 był wiceprezesem Spółki Akcyjnej „Agrochim-Biznes”, 1994 wybrany deputowanym Dumy Państwowej. Pochowany na Cmentarzu Trojekurowskim.

## Odznaczenia
- Order Lenina (dwukrotnie)
- Order Rewolucji Październikowej
- Order „Znak Honoru”

Otrzymał także 20 medali ZSRR i order Federacji Rosyjskiej.